# Helvetic Mercenaries
Helvetic Mercenaries je tým amerického fotbalu se sídlem ve švýcarském městě Curych. Tým hraje od sezóny 2024 European League of Football (ELF), která je jedinou profesionální ligou v Evropě.

## Historie
Vstup nově založeného týmu do profesionální ligy oznámil 13. května 2022 generální manažer týmu Toni Zöller během tiskové konference k zahájení sezóny European League of Football 2022, spolu se spolumajitelem Mukadderem Erdönmezem a dalšími lidmi, co založili tento jediný profesionální tým amerického fotbalu ve Švýcarsku. Svá domácí utkání bude tým hrát v Lidl Areně ve švýcarském městě Wilu, které se nachází asi 40 km východně od Curychu.